# Recueil des Travaux Botaniques Néerlandais
Recueil des Travaux Botaniques Néerlandais (abreviado Recueil Trav. Bot. Néerl.) es una revista ilustrada con descripciones botánicas que fue editada en los Países Bajos y de la que se publicaron 42 números en los años 1904-1950. Fue reemplazada por Acta botanica Neerlandica.